# Jernbane Hjemmeværnet
Jernbane Hjemmeværnet er en dansk dokumentarfilm.

## Handling
Denne artikel mangler et handlingsreferat. Hjælp os med at skrive det.